# سیارک ۲۴۱۵۵
سیارک ۲۴۱۵۵ (به انگلیسی: 24155 Serganov، نامگذاری:1999VX188) بیست و چهار هزار و صد و پنجاه و پنجمین سیارک کشف شده‌است که در ۱۵ نوامبر ۱۹۹۹ کشف شد.
قدر مطلق سیارک برابر ۱۳.۵ است.